# Свапуще
Свапу́ще (Свапуща) — деревня в Осташковском районе Тверской области.
Административный центр Свапущенского сельского поселения. Расположена на берегу озера Селигер в 52 километрах от районного центра города Осташков.

## История
Деревня Свапуще (Сопки) возникла в XVIII веке на месте перевалки грузов, идущих по озеру со стороны Осташкова в сторону Старой Руссы и навстречу.
В 1859 году во владельческой деревне Свапуща (Сопки) Тверской губернии Осташковского уезда проживало 159 человек крепостных крестьян князей Шаховских в 22 дворах. Во второй половине XIX — начале XX века деревня относилась к Залесской волости и Рвеницкому приходу Осташковского уезда. В 1889 году деревня Сопки (Свапущи), 44 двора, 241 житель. В ней работала земская больница (Северная участковая). Позднее, в 1896 году была построена школа.
После Октябрьской революции Свапуще входит в Урицкий сельсовет Залесской, затем Синцовской волости Осташковского уезда. В 1929 году было подготовлено решение правительства разделить Осташковский уезд на 4 района: Осташковский, Пеновский, Селижаровский и Свапущенский. Однако этот вариант в конечном итоге не был принят, и в составе Западной области на территории бывшего Осташковского уезда было образовано 3 района. С 1935 года Свапуще в составе Осташковского района Калининской области. В период коллективизации в Свапуще был организован колхоз «Красный бригадир».
В годы Великой Отечественной войны, с октября 1941 по январь 1942 года, деревня была оккупирована гитлеровскими войсками. В это время в Свапуще сожжено около 50 жилых домов, 3 магазина, около 200 хозяйственных построек, Северная сельская участковая больница, роддом, аптека и амбулатория, разрушена кузница. Сохранилось только помещение начальной школы и несколько полуразрушенных домов. В 1942 году деревня имела важное стратегическое значение в снабжении проходившего рядом участка фронта (см. Демянская операция (1942)). В Свапуще по озеру Селигер из Осташкова доставлялись боеприпасы и провизия, обратно в Осташков вывозились раненые. Для этих целей в Свапуще были построены 9 причалов, и также до линии фронта в районе деревни Марёво силами жителей деревни Свапуще и окрестностей была проложена узкоколейная железная дорога. В здании сельской больницы, располагавшемся вблизи современного кладбища, находился госпиталь (из-за которого, собственно, в селе кладбище и появилось).
В начале 50-х годов в деревне организована Заозерная МТС, обслуживавшая 23 колхоза. В 1960 году Свапуще стало центром Заозерного сельского совета. В этом же году на базе колхозов и МТС образован совхоз «Заозерный» В Свапуще разместилась его центральная усадьба. В 1966 году построено новое здание Северной участковой больницы на 25 коек. Позднее, в 1984 году построен сельский дом культуры с залом на 160 мест и библиотекой. На окраине деревни была пробурена скважина глубиной 1250 м, она давала рассол для получения минеральной воды типа Кашинской. В связи с созданием МТС, затем организацией совхоза, развитием здесь объектов соцкультбыта, а также с переселением сюда жителей неперспективных деревень население Свапуще в 60-е годы стало заметно увеличиваться. К 1968 году оно достигло 293 человека в 102 хозяйствах (включая кордон Лесничество), к 1989 году — 359 человек в 132 хозяйствах, а к 1998 году — 382 человека в 160 домохозяйствах, в 2002 году — 387 постоянно прописанных жителей. В ряде домов постоянно живут дачники.

## Культура, образование, медицина
В деревне есть детский сад, школа, библиотека, почтовое отделение и дом культуры.
Больница в Свапуще появилась в конце XIX века. Во время Великой Отечественной войны в здании больницы находился госпиталь. В марте 1967 года больница переместилась в новое здание, рядом с которым был построен инфекционный корпус, а через три года, со стороны центральной улицы — двухэтажный жилой дом для персонала. В 2006 году в больнице произошли структурные изменения, в результате которых стационарное лечение было ликвидировано, на базе бывшей больницы осталась две самостоятельные части — Свапущенская врачебная амбулатория (где оказывается первая медицинская помощь и эвакуация в Осташковскую ЦРБ) и Дом сестринского ухода Осташковской ЦРБ.

## Экономика
В деревне действует современное деревоперерабатывающее предприятие по производству дверей, на котором заняты жители деревни и других населённых пунктов. На предприятии установлено современное финское оборудование. Также на территории предприятия находится пожарная часть.
После ввода этого производства в эксплуатацию значительно ухудшилось состояние местных дорог из-за тяжёлых лесовозов и большегрузных автомобилей и экологической обстановки. Фактически асфальтовая дорога на участке Свапуще — Залучье превратилась в грунтовую, требующую капитального ремонта. Дорога д. Свапуща — г. Осташков оставляет желать лучшего, однако в 2009 году участок дороги длиной в 20 км был отремонтирован и соответствует общероссийским стандартам.
В Свапуще несколько торговых точек, РайПО и несколько коммерческих палаток, работающих не только летом в период наплыва туристов, но и в межсезонье. В 2009 году в д. Свапуще был открыт минимаркет, составивший конкуренцию уже открытым миниторговым точкам. В Свапуще есть также автозаправка, расположенная на въезде в населенный пункт. В районе деревни много стоянок туристов, как оборудованных, так и несанкционированных (стихийных).

## Население
| 1859 | 1889 | 1919 | 1997 | 2002 | 2008 | 2010 |
| ---- | ---- | ---- | ---- | ---- | ---- | ---- |
| 159  | ↗241 | ↘206 | ↗380 | ↗387 | ↘376 | ↘354 |

## Транспорт
Через Свапуще проходит дорога на Демянск и поворот на исток Волги (деревню Волговерховье), до которой 17 км.

## Интересные факты
В деревне проходили съемки советского фильма Близкая даль.